# Нагорода Джека Адамса
Нагорода Джека Адамса (англ. Jack Adams Award) — щорічна нагорода Національної хокейної ліги, яка вручається тренерові, який зробив найбільший внесок у розвиток команди. Засновану у 1974 році нагороду вже отримали 29 чоловік. Переможець обирається шляхом голосування членів Асоціації журналістів НХЛ наприкінці регулярного сезону. Пет Бьорнс отримував трофей найбільше за всіх: 3 рази.

## Історія
Нагороду названо на честь Джека Адамса, гравця «Торонто», «Ванкувера» та «Оттави», який має свій куток у Залі слави. Протягом багатьох років він був головним тренером та генеральним менеджером «Детройт Ред-Вінгс». Вперше був вручений наприкінці регулярного чемпіонату сезону 1973—1974.
Жак Демерс єдиний тренер, який здобув нагороду два сезони поспіль. Четверо наставників вигравали цей трофей з двома різними командами. Жак Лемер, Пет Квін, та Скотті Боумен здобули Нагороду Джека Адамса двічі, у той час як Пет Бьорнс має три кубки. Команда, з якою найбільше вигравали нагороду є «Філадельфія Флайєрс» та «Детройт Ред-Вінгс» (по 4 перемоги). Тренери команд «Сент-Луїс Блюз» та «Фінікс Койотс» (включаючи часи «Вінніпег Джетс») ставали переможцями по три рази. Біл Барбер та Брюс Бодро єдині тренери, які вигравали трофей працюючи з командою після звільнення головних тренерів, що починали сезон. Барбер замінив Крейга Ремсі у сезоні 2000—2001, а Бодро став на позицію Ґлена Холла через місяць після початку сезону 2007—2008. У 2006 році переможець нагороди Лінді Раф випередив свого опонента, Пітера Лавіолетта, лише на один пункт, що є найближчими показниками за всю історію вручення нагороди.

## Переможці

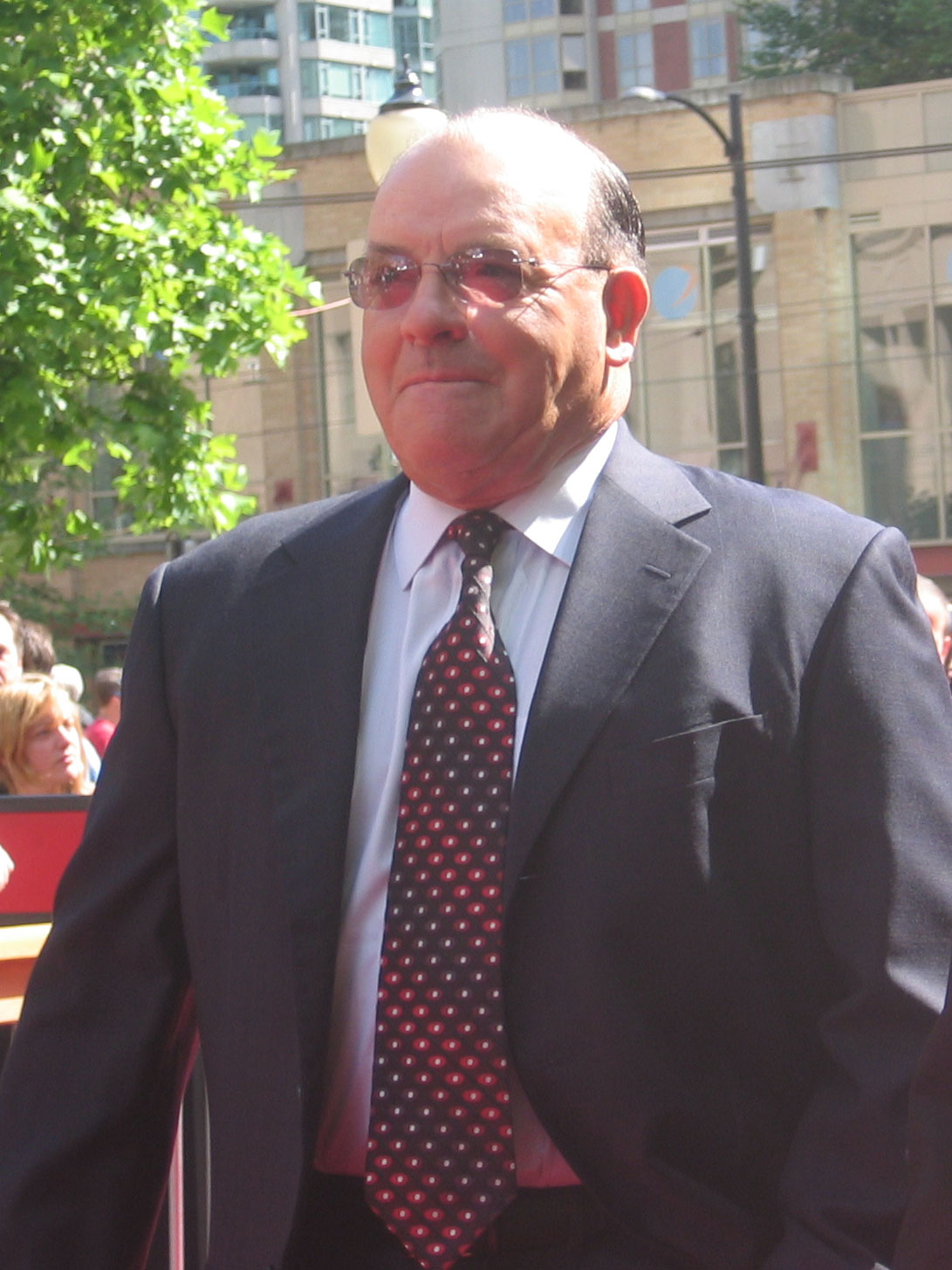
Скотті Боумен, переможець у сезонах 1976-77 та 1995-96.

| Сезон   | Переможець                      | Команда              | Номер перемоги |
| ------- | ------------------------------- | -------------------- | -------------- |
| 1973-74 | Фред Шероб                      | Філадельфія Флайєрс  | 1              |
| 1974-75 | Боб Пулфорд                     | Лос-Анджелес Кінгс   | 1              |
| 1975-76 | Дон Черрі                       | Бостон Брюїнс        | 1              |
| 1976-77 | Скотті Боуменaб                 | Монреаль Канадієнс   | 1              |
| 1977-78 | Боббі Кромм                     | Детройт Ред-Вінгс    | 1              |
| 1978-79 | Ел Ербурa                       | Нью-Йорк Айлендерс   | 1              |
| 1979-80 | Пет Квінaв                      | Філадельфія Флайєрс  | 1              |
| 1980-81 | Ред Беренсон                    | Сент-Луїс Блюз       | 1              |
| 1981-82 | Том Ват                         | Вінніпег Джетс       | 1              |
| 1982-83 | Орвел Тессьє                    | Чикаго Блекгокс      | 1              |
| 1983-84 | Браян Мюррей                    | Вашингтон Кепіталс   | 1              |
| 1984-85 | Майк Кіненaв                    | Філадельфія Флайєрс  | 1              |
| 1985-86 | Глен Сатерa                     | Едмонтон Ойлерс      | 1              |
| 1986-87 | Жак Демерс                      | Детройт Ред-Вінгс    | 1              |
| 1987-88 | Жак Демерс                      | Детройт Ред-Вінгс    | 2              |
| 1988-89 | Пет Бьорнсв                     | Монреаль Канадієнс   | 1              |
| 1989-90 | Боб Мердок                      | Вінніпеґ Джетс       | 1              |
| 1990-91 | Браян Саттер                    | Сент-Луїс Блюз       | 1              |
| 1991-92 | Пет Квін                        | Ванкувер Канакс      | 2              |
| 1992-93 | Пет Бьорнс                      | Торонто Мейпл-Ліфс   | 2              |
| 1993-94 | Жак Лемер                       | Нью-Джерсі Девілс    | 1              |
| 1994-95 | Марк Кроуфорд                   | Квебек Нордікс       | 1              |
| 1995-96 | Скотті Боуменa                  | Детройт Ред-Вінгс    | 2              |
| 1996-97 | Тед Нолан                       | Баффало Сейбрс       | 1              |
| 1997-98 | Пет Бьорнс                      | Бостон Брюїнс        | 3              |
| 1998-99 | Жак Мартен                      | Оттава Сенаторс      | 1              |
| 1999-00 | Джойл Кенневільa                | Сент-Луїс Блюз       | 1              |
| 2000-01 | Білл Барбер                     | Філадельфія Флайєрс  | 1              |
| 2001-02 | Боббі Френсіс                   | Фінікс Койотс        | 1              |
| 2002-03 | Жак Лемер                       | Міннесота Вайлд      | 2              |
| 2003-04 | Джон Тортореллаб                | Тампа-Бей Лайтнінг   | 1              |
| 2004-05 | Локаут Переможець не визначався | -                    | -              |
| 2005-06 | Лінді Раффa                     | Баффало Сейбрс       | 1              |
| 2006-07 | Ален Віньйо                     | Ванкувер Канакс      | 1              |
| 2007-08 | Брюс Бодро                      | Вашингтон Кепіталс   | 1              |
| 2008-09 | Клод Жульєн                     | Бостон Брюїнс        | 1              |
| 2009-10 | Дейв Тіппетт                    | Фінікс Койотс        | 1              |
| 2010-11 | Ден Байлсма                     | Піттсбург Пінгвінс   | 1              |
| 2011-12 | Кен Гічкок                      | Сент-Луїс Блюз       | 1              |
| 2012-13 | Пол МакЛін                      | Оттава Сенаторс      | 1              |
| 2013-14 | Патрік Руа                      | Колорадо Аваланч     | 1              |
| 2014-15 | Боб Гартлі                      | Калгарі Флеймс       | 1              |
| 2015-16 | Баррі Троца                     | Вашингтон Кепіталс   | 1              |
| 2016-17 | Джон Торторелла                 | Колумбус Блю-Джекетс | 2              |
| 2017-18 | Жерар Галланв                   | Вегас Голден Найтс   | 1              |
| 2018-19 | Баррі Троц                      | Нью-Йорк Айлендерс   | 2              |
| 2019-20 | Брюс Кессіді                    | Бостон Брюїнс        | 1              |
| 2020-21 | Род Бріндамор                   | Кароліна Гаррікейнс  | 1              |
| 2021-22 | Дерріл Саттер                   | Калгарі Флеймс       | 1              |
| 2022-23 | Джим Монтгомері                 | Бостон Брюїнс        | 1              |
| 2023-24 | Рік Токкет                      | Ванкувер Канакс      | 1              |
| 2024-25 | Спенсер Карбері                 | Вашингтон Кепіталс   | 1              |

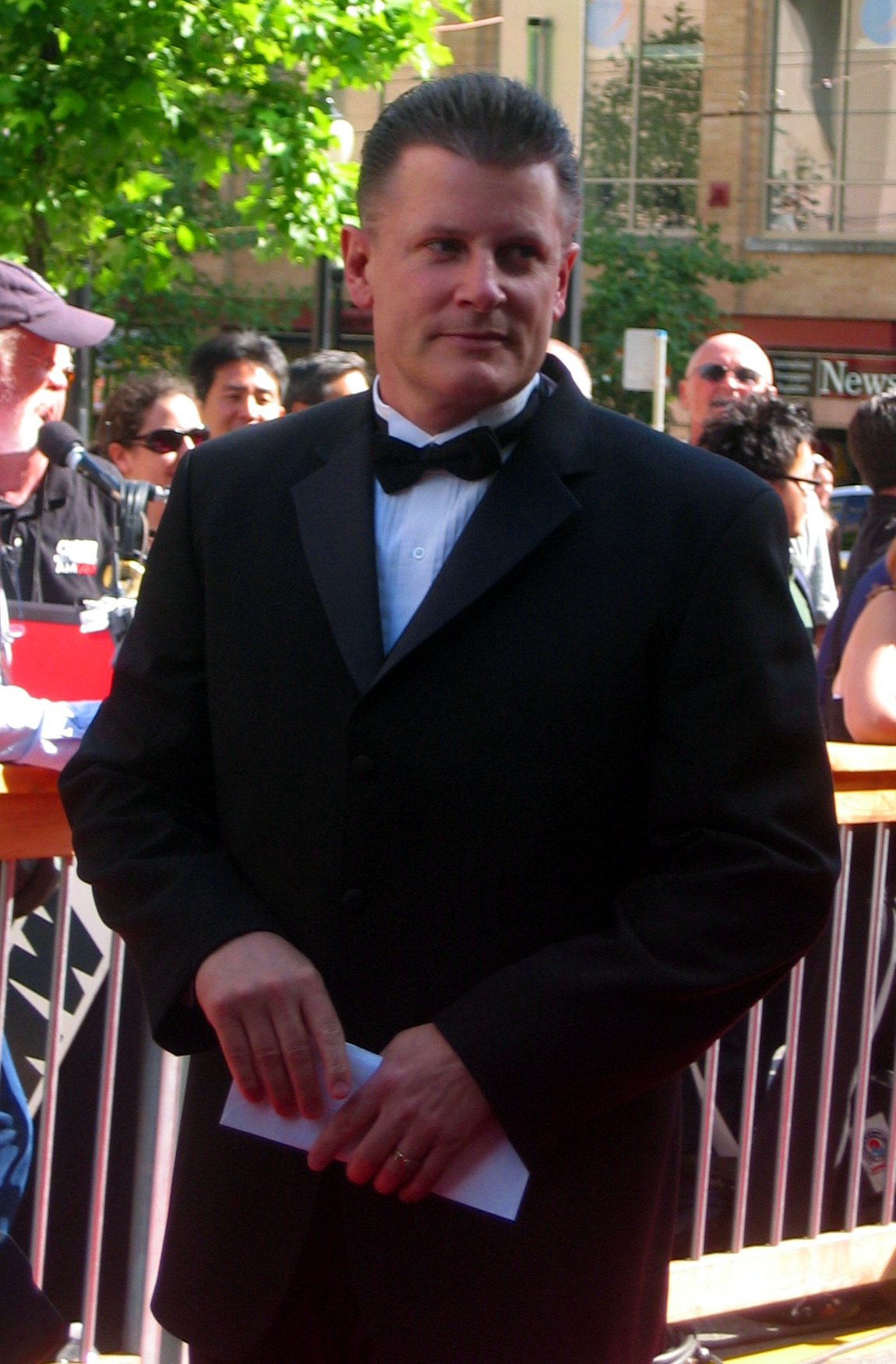
Марк Кроуфорд, переможець у сезоні 1994-95.

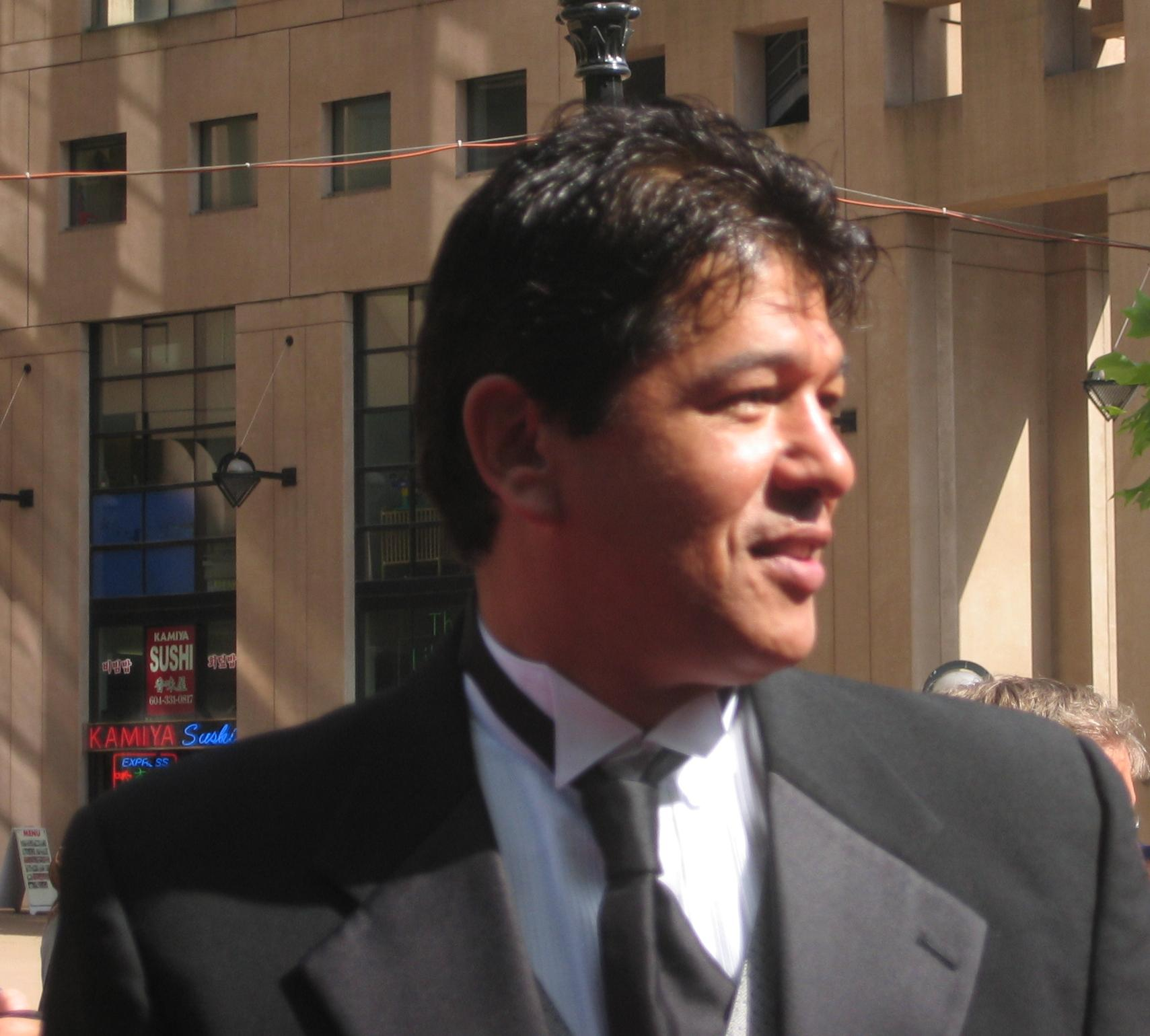
Тед Нолан, переможець у сезоні 1996-97.

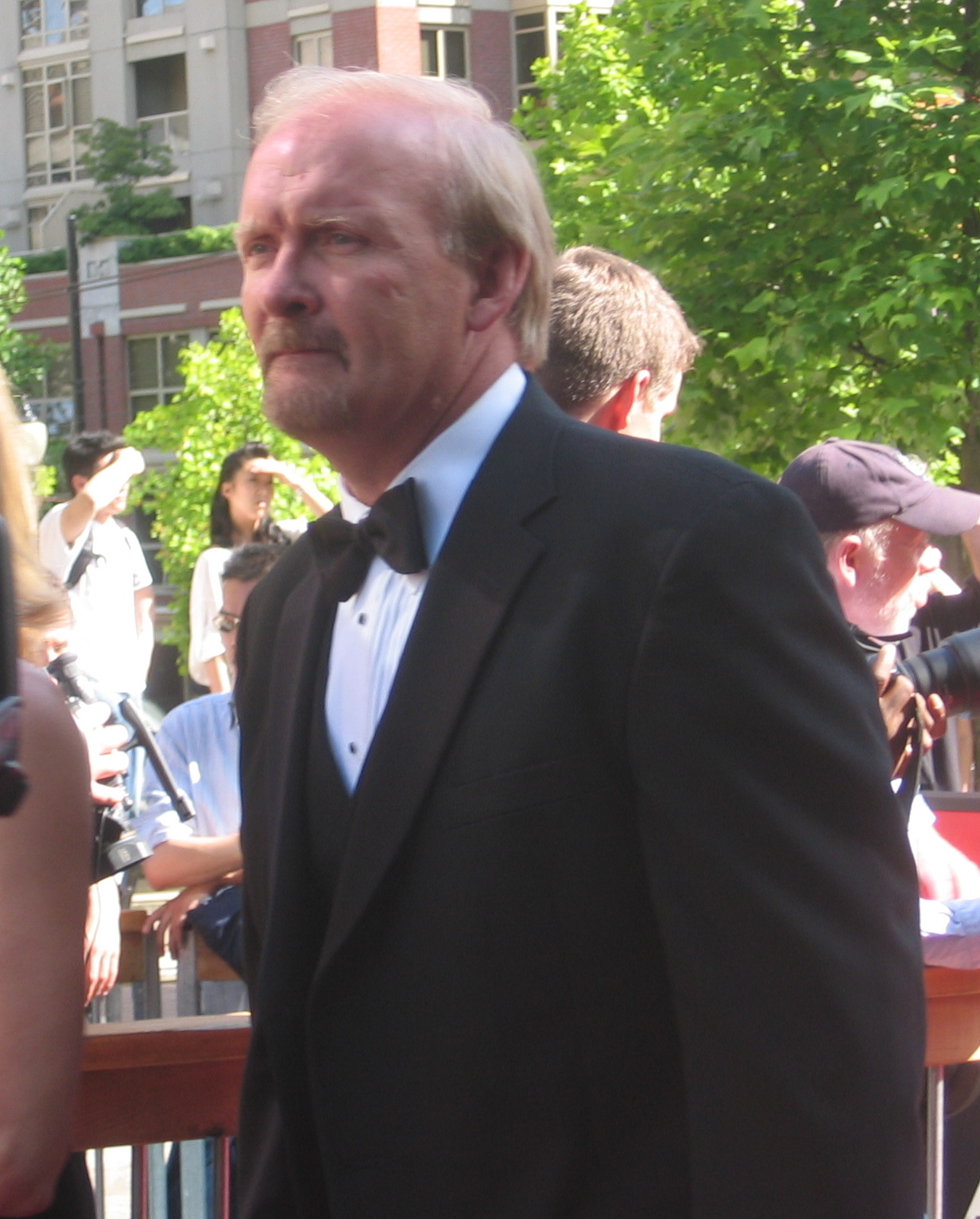
Лінді Раф, переможець у сезоні 2005-06.

aКоманди, які завершили регулярний сезон з найкращими показниками у лізі (Кубок Президента почали вручати лише у 1986 році).
бТренери, команди яких виграли Кубок Стенлі.
вТренери, команди яких програли у фіналі Кубку Стенлі.